# 安達拉帕區
13°42′S 73°24′W / 13.700°S 73.400°W
安達拉帕區（西班牙語：Distrito de Andarapa），是秘魯的一個區，位於該國南部阿普里馬克大區的安達韋拉斯省，始建於1941年3月14日，面積172.1平方公里，海拔高度2,935米，2005年人口7,775，人口密度每平方公里45人。